# 三階段定律
三階段定律是法國哲學家奧古斯特·孔德在其著作《實證哲學教程》中提到的概念，將歷史進展、社會進步與科學方法連結在一起。他認為知識與社會的發展經歷三個階段：神學階段（l'état théologique）、形上學階段（l'état métaphysique）、實證階段（l'état scientifique）。這三個知識階段發展，涉及知性失序；孔德相信知性失序是社會失序之主因，唯有實證主義全面接管知性，才能解決失序問題。孔德藉此發展「實證研究法」，作為社會學方法論的基礎之一。

## 內容
孔德認為，14世紀以前的社會處於神學階段，以超自然力量和神聖事物為知識核心。所有的觀念體系都受到宗教影響，神明或超自然力量是萬物根源，創造並掌控世間萬物。此時社會受到宗教與王權控制，僅有教士或祭司擁有詮釋權，無法自由發展獨立的知識體系。
到了形上學階段（約14世紀至19世紀），知識的基礎是抽象觀念，例如邏輯，而非人格化的神。此時社會歷經思想、政治、社會上的動盪與批判，例如啟蒙運動或宗教改革等。而後進入實證階段（19世紀以後），孔德認為社會將在科學引導下重組，社會學本身也應以科學方法研究社會。實證階段的知識核心是科學信念，人類放棄尋求神或自然的指導，轉向觀察社會，並找出治理方法。

## 評論
三階段定律按明確的知性秩序安排，依複雜度與是否使用「科學方法」，排序知識學科；自然科學以其精準度高舉眾學科之首，超越社會科學或歷史學。孔德認為社會必然朝實證階段進步，形同預設實證階段（與實證哲學）是較為進步的狀態，而科學將引導人類前進。因此，社會科學與人文學科被催促脫離形上學的思辨階段，進入以觀察和體驗為核心的實證階段。
孔德的學說在現代社會學家看來缺乏精確性，甚至是種不可證偽的理論。並且，現代社會學家對於社會科學是否應該與自然科學一樣往應用科學路線邁進，仍持有相當大的爭議。